# Замок Феллін
Замок Феллін або замок Вільянді — (нім. Ordensburg Fellin, ест. Viljandi loss) —  замок  Тевтонського ордена, будівництво якого було розпочато в 1224 р. на місці колишнього городища. Замок був одним з найпотужніших в  Лівонії. Повністю знищений під час  польсько-шведських війн на початку XVII століття, в яких на стороні Польщі брали участь і запорожці. В даний час руїни замку є улюбленим місцем відпочинку мешканців і гостей міста Вільянді.

## Історія
Хрестоносці  ордену мечоносців захопили городище, на місці якого в 1223 р. і був побудований замок. Роком пізніше було розпочато зведення кам'яних укріплень. Феллін був обраний як столиця ордена.
Замок-конвента — типове будівля для  Тевтонських лицарів був зведений в кінці XIII початку XIV століття. У наступні століття замок перебудовувався і зміцнювався. Замок дуже постраждав під час  польсько-шведських воєн на початку XVII століття і більше не відновлювався. В XVIII столітті руїни були використані як каменоломня для споруджуваного міста Феллін.
Перші розкопки в замку були проведені в 1878–1879 рр. В останні ж десятиліття розкопки проводяться щорічно. В даний час руїни стали популярним місцем відпочинку в центральній частині Вільянді. У колишньому центральному дворі розташовується сцена на відкритому повітрі.